# CDエルデンセ
クルブ・デポルティーボ・エルデンセ（Club Deportivo Eldense）は、スペイン・バレンシア州エルダに本拠地を置くサッカークラブ。現在はセグンダ・ディビシオンに所属している。現存するバレンシア州のクラブでは、最も古くに設立されたクラブである。

## 歴史
1921年9月17日、FCバルセロナのサポーターによって設立された。3年後の1924年にバレンシアサッカー連盟に登録され、1935-36シーズンには州1部リーグへと昇格したものの、スペイン内戦の勃発によってリーグ戦は中止された。
1955-56シーズン、3部リーグにあたるテルセーラ・ディビシオンで優勝したことで、クラブ史上初めてセグンダ・ディビシオンへと昇格した。しかし、セグンダ3シーズン目にリーグ16位となってテルセーラへと降格した。再びセグンダに復帰したのは降格してから3シーズン後であったが、ここではセグンダ2シーズン目に降格の苦い経験を味わった。その後は3部と4部を行き来するシーズンが続いている。
2016-17シーズン、クラブの所有者であるイタリアの投資グループがFCバルセロナBとのリーグ戦にて八百長を行うようクラブに働きかけたため、この事態を重く見たクラブ首脳陣はリーグ戦残り6試合をBチームで戦うことを決定した。

## ライバル
CDエルデンセのライバルは同じくアリカンテ県のアルコイに拠点を置くCDアルコヤーノとの対戦である。エルデンセのホームタウンであるエルダとアルコイは町の人口や規模がほぼ等しく、多くのシーズンを同じカテゴリーに所属することから形成された関係である。しかし、暴力的な関係ではなく、お互いを尊重した友好的なライバル関係にある。

## タイトル

### 国内タイトル
- テルセーラ・ディビシオン : 13回
  - 1955-56, 1961-62, 1965-66, 1966-67, 1978-79, 1982-83, 1984-85, 1985-86, 1991-92, 1997-98, 2013-14, 2020-21

### 国際タイトル
- なし

## 過去の成績
| シーズン | 部 | ディビジョン | 順位    | コパ・デル・レイ |
| -------- | -- | ------------ | ------- | ---------------- |
| 2010-11  | 4  | テルセーラ   | 14位    |                  |
| 2011-12  | 4  | テルセーラ   | 14位    |                  |
| 2012-13  | 4  | テルセーラ   | 10位    |                  |
| 2013-14  | 4  | テルセーラ   | 1位     |                  |
| 2014-15  | 3  | セグンダB    | 16位    | 2回戦敗退        |
| 2015-16  | 3  | セグンダB    | 10位    |                  |
| 2016-17  | 3  | セグンダB    | 20位    |                  |
| 2017-18  | 4  | テルセーラ   | 5位     |                  |
| 2018-19  | 4  | テルセーラ   | 9位     |                  |
| 2019-20  | 4  | テルセーラ   | 6位     |                  |
| 2020-21  | 4  | テルセーラ   | 1位/1位 |                  |
| 2021-22  | 4  | セグンダRFEF | 4位     | 1回戦敗退        |
| 2022-23  | 3  | 連盟1部      | 2位     | ベスト32         |
| 2023-24  | 2  | セグンダ     | 16位    | 2回戦敗退        |
| 2024-25  | 2  | セグンダ     |         | ベスト32         |

- 7シーズン - セグンダ・ディビシオン
- 1シーズン - プリメーラ・フェデラシオン
- 11シーズン - セグンダ・ディビシオンB
- 1シーズン - セグンダ・ディビシオンRFEF
- 59シーズン - テルセーラ・ディビシオン

## 現所属メンバー
2025年2月14日現在
注：選手の国籍表記はFIFAの定めた代表資格ルールに基づく。
| No. | Pos. |                          | 選手名                   |
| --- | ---- | ------------------------ | ------------------------ |
| 1   | GK   | スペイン                 | ダニ・マルティン         |
| 2   | DF   | スペイン                 | ラウール・パラ           |
| 3   | DF   | スペイン                 | イバン・マルトス         |
| 4   | DF   | ボスニア・ヘルツェゴビナ | ダリオ・ヂュミッチ ()    |
| 5   | DF   | スペイン                 | イニゴ・ピーニャ         |
| 6   | MF   | スペイン                 | ビクトル・カマラサ       |
| 7   | FW   | モロッコ                 | シモ・ブザイディ ()      |
| 8   | MF   | スペイン                 | セルヒオ・オルトゥーニョ |
| 9   | MF   | スペイン                 | ナチョ・キンタナ         |
| 10  | FW   | スペイン                 | ハビエル・ジャブレス     |
| 11  | FW   | スペイン                 | フアント・オルトゥーニョ |
| 13  | GK   | スペイン                 | イアン・マッキー ()      |
| 14  | DF   | スペイン                 | ナチョ・モンサルベ       |
| 15  | DF   | スペイン                 | フラン・ガメス           |

| No. | Pos. |            | 選手名                  |
| --- | ---- | ---------- | ----------------------- |
| 16  | FW   | ポルトガル | マスカ                  |
| 17  | DF   | スペイン   | ヴィクトル・ガルシア    |
| 18  | FW   | スペイン   | ウナイ・ロペロ          |
| 19  | MF   | スペイン   | フェデ・ビコ            |
| 20  | FW   | スペイン   | イバン・チャペラ        |
| 21  | MF   | スペイン   | アレックス・ベルナル    |
| 22  | FW   | セネガル   | セコウ・ガッサマ ()     |
| 23  | DF   | スペイン   | マルク・マテウ          |
| 24  | MF   | スペイン   | ダビド・ティモール      |
| 25  | FW   | スペイン   | ディエゴ・コラド        |
| 26  | DF   | クロアチア | マティア・バルジッチ () |
| 28  | MF   | スペイン   | ディエゴ・メンデス      |
| 36  | GK   | スペイン   | アルバロ・アセベス      |

監督
- ルイス・オルトラ

### ローン移籍
in
注：選手の国籍表記はFIFAの定めた代表資格ルールに基づく。
| No. | Pos. |          | 選手名                                |
| --- | ---- | -------- | ------------------------------------- |
| 2   | DF   | スペイン | ラウール・パラ (エストリル・プライア) |
| 10  | FW   | スペイン | ハビエル・ジャブレス (マジョルカ)     |
| 18  | FW   | スペイン | ウナイ・ロペロ (アラベス)             |
| 25  | FW   | スペイン | ディエゴ・コラド (ジル・ヴィセンテ)   |

| No. | Pos. |            | 選手名                                        |
| --- | ---- | ---------- | --------------------------------------------- |
| 26  | DF   | クロアチア | マティア・バルジッチ (エルチェ) ()            |
| 28  | MF   | スペイン   | ディエゴ・メンデス (ラージョ・バジェカーノ B) |
| 36  | GK   | スペイン   | アルバロ・アセベス (レアル・バリャドリード)   |

out
注：選手の国籍表記はFIFAの定めた代表資格ルールに基づく。
| No. | Pos. |          | 選手名                            |
| --- | ---- | -------- | --------------------------------- |
| --  | FW   | スペイン | マリオ・ダ・コスタ (アルコルコン) |

| No. | Pos. |              | 選手名                               |
| --- | ---- | ------------ | ------------------------------------ |
| --  | FW   | ナイジェリア | シクストゥス・オグブエヒ (オサスナB) |

## 歴代監督
- カジェタノ・レ 1973-74, 1975-1978
- ホセ・ボルダラス 1996-1997
- フラン・ジェステ 2014, 2016
- ラウール・ガリド（英語版） 2016
- マリオ・バレラ（英語版） 2016-2017
- マリオ・カルタヘナ 2017
- ヴィト・フィリッポ・ディ・ピエロ 2017
- フラン・ルイス 2017
- ロベルト・カンピージョ 2017
- ダニ・ポンツ（英語版） 2017
- ダヴィド・バウサ（英語版） 2018-2019
- サンティ・リコ 2019-2021
- ホセ・フアン・ロメロ（英語版） 2021-2022
- フェルナンド・エステベス（英語版） 2022-2024
- ダニ・ポンツ（英語版） 2024-25

## 歴代所属選手
- ファンデ・ラモス 1980-1981
- セルジ・グアルディオラ 2014-2015